# Mycetoporus maerkeli
Mycetoporus maerkeli är en skalbaggsart som beskrevs av Ernst Gustav Kraatz 1857. Mycetoporus maerkeli ingår i släktet Mycetoporus, och familjen kortvingar. Arten är reproducerande i Sverige.